# Cordyceps fumosorosea
Córdyceps fumosorósea  (лат.) — вид несовершенных грибов (совершенная стадия не известна), относящийся к роду кордицепс (Cordyceps). Также известен под названиями Paecilómyces fumosoróseus и Isária fumosorósea.
Неспецифичный энтомопатоген, используемый для биологического контроля насекомых-вредителей.

## Описание
Колонии на агаре с солодовым экстрактом (сусло-агаре) при 25 °C достигают диаметра 4 см за 10-14 дней, образующие хлопьевидные синнемы и коремии, сначала беловатые, затем, с началом спороношения, приобретают розовый оттенок, при обильном спороношении становятся насыщенно-розовыми до винно-розовых. Обратная сторона колоний неокрашенная или светло-коричневатая. Экссудат иногда присутствует в виде немногочисленных бесцветных капель. Воздушный мицелий оранжеватый, обычно немногочисленный. Конидиеносцы, как правило, отходят от гиф субстратного мицелия.
Конидиеносцы редко превышают 60 мкм в длину (иногда до 100 мкм), 1,5—3 мкм толщиной, гладкостенные, неправильно ветвящиеся или с несколькими уровнями мутовок веточек. На концах веточек расположены пучки из 1—6 фиалид 5—9 мкм длиной и 2,5—3,5 мкм шириной, суженных в отчётливую шейку около 1 мкм шириной. Часто встречающиеся одиночные фиалиды более крупные. Конидии (фиалоконидии) гиалиновые или розоватые, эллиптические до продолговатых, с гладкими стенками, собраны в короткие расходящиеся или спутанные цепи, 2,5—4×1—2,2 мкм.
При развитии на насекомых веточки конидиеносцев более короткие, фиалиды более короткие и несколько вздутые.

## Экология
Энтомопатоген, встречающийся на разнообразных насекомых — двукрылых, чешуекрылых, перепончатокрылых, термитах, червецах и других. Широко распространён и в качестве почвенного сапротрофа.